# 稲木 (海防艦)
稲木（いなぎ）は、日本海軍の海防艦。鵜来型海防艦の12番艦。艦名は香川県高松市の旧稲木島（現稲毛島）にちなむ。　

## 艦歴

### 起工-竣工-訓練
マル戦計画の海防艦、第4701号艦型の1番艦、仮称艦名第4701号艦として計画。1944年（昭和19年）5月15日、三井造船玉野造船所で起工。9月1日、香川県高松市の離島、旧稲木島から「稲木」と命名され鵜来型に分類されて同級の12番艦に定められる。25日、進水。10月21日、艤装員事務所を設置。25日、艤装員長に山田忠太少佐が着任。12月16日竣工。山田少佐（稲木艤装員長）は稲木海防艦長となる。同日附で、稲木艤装員事務所は撤去された。本籍を呉鎮守府籍に定められ、呉鎮守府警備海防艦となり呉鎮守府部隊呉防備戦隊に編入。1945年（昭和20年）1月26日、海上護衛総司令部第一護衛艦隊に編入された。

### 船団護衛
1945年（昭和20年）1月29日朝、稲木は第81号海防艦と共に呉を出港し、同日午後に門司に到着。31日、稲木は海軍配当船あまと丸（石原汽船、10,238トン）、陸軍配当船富士山丸（飯野海運、10,238トン）からなるヒ95船団を第66号海防艦、第81号海防艦と共に護衛して門司を出港。船団は朝鮮半島沿岸、中国大陸沿岸、海南島、クイニョン、カムラン湾と仮泊を続けながら航海を続け、2月14日に昭南に到着。
稲木、第66号海防艦、第81号海防艦はあまと丸、富士山丸、海軍配当船光島丸（三菱汽船、10,045トン）からなる復航のヒ96船団を護衛することとなり、22日に昭南を出港する。しかし、27日未明、カムラン湾口付近でアメリカ潜水艦ブレニー(USS Blenny, SS-324)の雷撃を受け、あまと丸が被雷沈没した。瓊州海峡通過中の3月1日にはB-24による爆撃を受け、光島丸が直撃弾を受けた。そのため光島丸は第66号海防艦と共に船団から分離され、修理のため香港に回航される。稲木と第81号海防艦は至近弾で損傷した富士山丸を護衛して北上を続け、大陸沿岸と朝鮮半島沿岸を経由して13日夕方に門司に到着。3月14日、稲木は門司を出港し、15日に呉に到着。呉海軍工廠にて修理・整備作業を受けた。なお、修理を終えた光島丸も27日に門司に到着し、富士山丸と光島丸が南方から帰り着いた最後のタンカーとなった。
整備を終えた稲木はAS3作戦に参加するため31日に呉を出港するが、同日夜に部埼灯台沖で触雷し小破。そのため呉に反転し修理を受ける。4月25日、第12海防隊に編入。
28日朝、稲木は海軍一般徴用船美保丸（日本郵船、4,667トン）単独からなるモシ05船団を姉妹艦の男鹿、第59号海防艦と共に護衛して門司を出港。鎮海、加沙島を経由して上海へ向かった。しかし、30日に船団はアメリカ潜水艦トレパン(USS Trepang, SS-412)とスプリンガー(USS Springer, SS-414)に発見される。最初にスプリンガーが攻撃を仕掛けてきたが、稲木以下護衛部隊が先にスプリンガーを発見したこともあって追い払うことに成功した。しかしその隙にトレパンが雷撃を敢行し、美保丸が被雷沈没してしまった。船団が消滅してしまったため、稲木以下護衛部隊はそのまま上海へ向かったが、5月2日にスプリンガーに再度発見されてしまう。スプリンガーは魚雷を発射し、男鹿に魚雷が命中。男鹿は瞬時に沈没した。
8月8日、稲木は船団を護衛して釜石を出港し、八戸に到着。翌9日朝、八戸はアメリカ軍第38任務部隊艦載機の空襲を受ける。稲木は午前9時頃、空母「ランドルフ」と「エセックス」から発進したF6F、SB2Cによる空襲を受けて後甲板に直撃弾を受けて機械室が大破。夕方頃に沈没した。海防艦長の山田忠太少佐以下乗員29名が戦死。
9月15日、稲木は鵜来型海防艦から削除され、帝国海防艦籍から除かれた。
1947年（昭和22年）2月1日時点で、稲木は八戸港で沈没要引揚状態にあり、大湊地方復員局所管の行動不能艦艇（特）に定められる。
1964年（昭和39年）、稲木は浮揚され解体された。

## 海防艦長
艤装員長
1. 山田忠太 少佐：1944年10月25日[8] - 1944年12月16日

海防艦長
1. 山田忠太 少佐：1944年12月16日[9] - 1945年8月9日 - 戦死。同日、海軍中佐に特進。

### 注
1. ↑  これは法令上の定員数であり、特修兵、その他臨時増置された人員を含まない。